# Lauriya Nandangarh

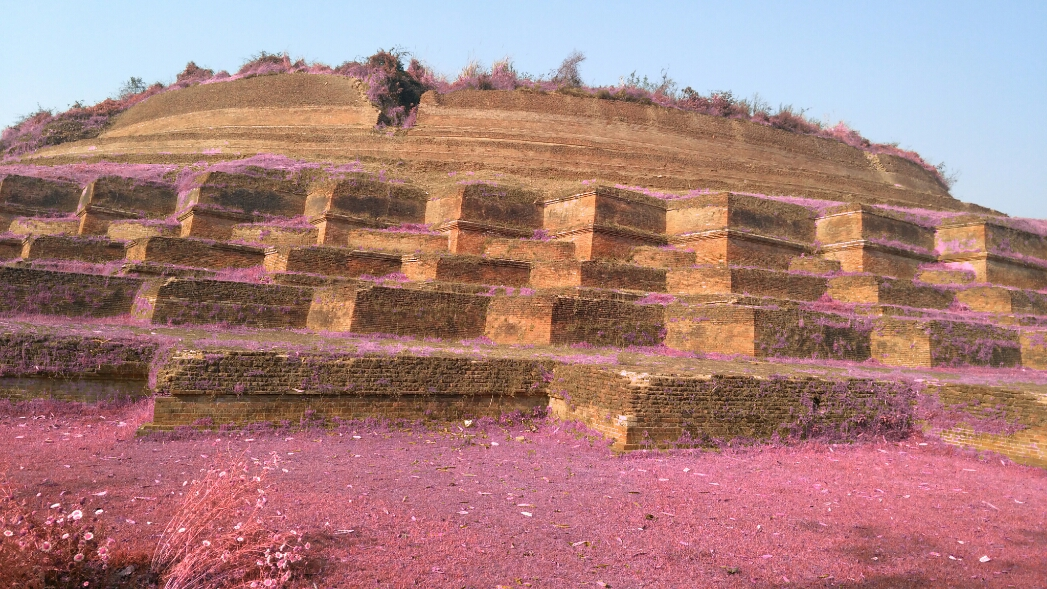
Großer Stupa

Lauriya Nandangarh oder Lauria Nandangarh (Hindi लउरिया नन्दनगढ़) ist ein Dorf mit ca. 2.000 Einwohnern, das zu einem Community Development Block mit annähernd 300.000 Einwohnern im Distrikt Pashchim Champaran im nordindischen Bundesstaat Bihar nahe der Grenze zu Uttar Pradesh bzw. zu Nepal gehört.

## Lage und Klima
Lauriya Nandangarh liegt am nördlichen Rand der fruchtbaren Gangesebene in einer Höhe von ca. 110 m. Die Distriktshauptstadt Bettiah ist nur knapp 28 km (Fahrtstrecke) in südöstlicher Richtung entfernt; bis zur Millionenstadt Patna, der Hauptstadt Bihars,  sind es ca. 225 km. Das Klima ist warm bis heiß; Regen fällt beinahe ausschließlich in der sommerlichen Monsunzeit.

## Bevölkerung
Ungefähr 80 % der Bewohner sind Hindus und ca. 20 % sind Moslems; alle übrigen Religionen haben zusammen nur einen Anteil von weniger als 0,5 %. Die Zahl der männlichen Einwohner ist ca. 10 % höher als die der weiblichen.

## Geschichte
Aufgrund ihrer fruchtbaren Böden war die Gangesebene bereits unter den in der Antike und im Mittelalter rivalisierenden Mächten begehrt. Sowohl die Licchavi-Dynastie als auch das Maurya-Reich, später dann die Shunga- und Kanva-Dynastie versuchten hier Kontrolle auszuüben. Noch später kam die Region zum Gupta-Reich und zum Mogul-Reich, bevor sie im frühen 19. Jahrhundert von den Briten okkupiert wurde, die nach und nach die archäologischen Schätze entdeckten und freilegten.

## Sehenswürdigkeiten
- Ca. 500 m außerhalb des Ortes erhebt sich eine niemals umgestürzte, annähernd 10 m hohe und um das Jahr 235 v. Chr. zu datierende monolithische Säule aus Sandstein mit einem Lotoskapitell und einem Löwenaufsatz. Ihr glattpolierter Schaft trägt eine Brahmi-Inschrift, welche in den späten 1830er Jahren durch die Arbeiten James Prinseps und anderer als Ashoka-Edikt identifiziert wurde und Regeln eines harmonischen und gewaltfreien Zusammenlebens von Mensch und Tier formuliert.
- Nahe der Säule beginnt eine Reihe von ursprünglich ca. 15 Erdhügeln (mounds), die bereits um die Mitte des 19. Jahrhunderts von Alexander Cunningham als Überreste ehemaliger Stupas identifiziert wurden. Einige von ihnen waren mit Ziegelsteinen verkleidet. Ausgrabungen zu Beginn des 20. Jahrhunderts brachten Aschebehälter und kleinere Beigaben (auch aus Gold) ans Tageslicht. Die mit ca. 25 m höchste der Stupas enthielt möglicherweise Reliquien (Asche, Zähne) Buddhas.